# Engeler Verlag
Der Engeler Verlag ist ein literarischer Buchverlag mit Sitz im schweizerischen Schupfart, Kanton Aargau. Frühere Verlagssitze waren Holderbank SO und Solothurn. Von 1997 bis 2009 bestand der Vorgängerverlag Urs Engeler Editor mit Verlagssitzen in Basel (Schweiz) und Weil am Rhein (Deutschland). Der Verleger Urs Engeler betreibt im Engeler Verlag auch die beiden Labels roughbooks und Das Versteck.

## Verleger
Urs Engeler (* 7. November 1962 in Zürich) studierte von 1989 bis 1996 Germanistik bei Peter von Matt, Vergleichende Literaturwissenschaft bei Hans-Jost Frey, Philosophie und Religionswissenschaft an der Universität Zürich. Er schloss sein Studium mit einer Lizentiatsarbeit über die Poetik von Rolf Dieter Brinkmann ab. Beim Zürcher Ammann Verlag hat er ein Volontariat absolviert. Von 2008 bis 2020 war er Professor am Schweizerischen Literaturinstitut in Biel. Er trat selbst als Lyriker (nicht nichts, 2024), als Übersetzer (u. a. von John Giorno und Robert Kelly) und Literaturtheoretiker (Poesie und Wiederholung, 2022) hervor. Von 2009 bis 2021 war er Verleger und Lektor der Bücher von Arno Camenisch. Von 2012 bis 2013 war er Jurymitglied der Schweizer Literaturpreise.

## Geschichte und Konzeption
Der Schwerpunkt des Verlagsprogramms liegt im Bereich der Lyrik und Poetik sowie auf literaturtheoretisch-philosophischen Abhandlungen. 
Von 1992 bis 2011 gab Urs Engeler die „Zeitschrift für Poesie und ihre Poetik“ Zwischen den Zeilen heraus. Diese bildete die Grundlage für die Gründung des Verlags Urs Engeler Editor. Von 1995 bis 2009 hat Urs Engeler Editor mehr als 60 Autoren aus Deutschland, Österreich, der Schweiz, Frankreich, USA und Italien herausgebracht.[1]
Als Folge der Subprime-Krise stellte der Schweizer Verleger Urs Engeler seine Lyrik-Edition Urs Engeler Editor im Jahr 2009 ein. Ein Jahr später legte er mit roughbooks ein damals neues, heute üblich gewordenes Format vor, das jenseits des Buchhandels und Sponsorings funktionierte: Poesie mit Kleinauflagen im Digitaldruck und Direktvertrieb über die Website. Die streng seriell daherkommenden Bücher wirken „wie unrasierte Gäste auf einer glamourösen Cocktail-Party, rebellisch, unerschrocken und deshalb hochinteressant“ (Der Freitag). Kommerziell erfolgreichere Prosa-Titel werden dem Buchhandel weiterhin über den neu gegründeten Engeler Verlag angeboten. Nachfolger der Zeitschrift Zwischen den Zeilen war die Zeitschrift Mütze, die von 2012 bis 2023 erschien. Abgelöst wurde die Zeitschrift durch die Website Armengenossenschaft, auf der Texte kostenlos aufgeschaltet und die Nutzer zur Mitarbeit (z. B. für eine kollektive Übersetzung) aufgefordert werden.
Seit 2022 wird der Verlag von Urs Engeler und Christian Filips gemeinsam geführt.

## Autoren
Kurt Aebli, Urs Allemann, Arno Camenisch, Michael Donhauser, Elke Erb, Brigitta Falkner, Jayne-Ann Igel, Birgit Kempker, Robert Kelly, Jürg Laederach, Bert Papenfuß, Oskar Pastior, Wolfgang Schlenker, Michael Stauffer, Ulf Stolterfoht und Peter Waterhouse.
Autoren des Labels roughbooks sind z. B. Konstantin Ames, Stephan Broser, Elke Erb, Christian Filips, Mara Genschel, Werner Hamacher, Dagmara Kraus, Rainer René Mueller, Bertram Reinecke, Michael Stauffer, Hans Thill, Bruno Steiger und Ulf Stolterfoht sowie in Übersetzungen Attila József, Paul Bogaert, Jean Daive, H.D., Halldór Laxness Halldórsson, Svein Jarvoll, Robert Kelly, Nicolas Pesquès, Christian Prigent, Jerome Rothenberg, Tim Turnbull und Rosmarie Waldrop.

## Übersetzungen
Neben den deutschsprachigen Originalausgaben sind bei Urs Engeler Editor Übersetzungen erschienen mit Texten von Walter Abish, Anna Achmatowa, Donald Barthelme, James M. Barrie, Maurice Blanchot, E. E. Cummings, Emily Dickinson, Hilda Doolittle, Jorie Graham, Wladimir Majakowski, Harry Mathews, Marianne Moore, Gellu Naum, Arthur Rimbaud, Ahmad Schamlu, Gertrude Stein, James Thomson, Rosmarie Waldrop und Andrea Zanzotto.

## Reihen
- Sammlung Urs Engeler Editor
- Compact Bücher (Bücher mit CDs)
- Theorie: z. B. Felix Christens Eine andere Sprache, ein Werk zu Friedrich Hölderlins großer Pindar-Übertragung
- Werkausgaben: z. B. Michael Donhauser
- Zeitschriften: Zwischen den Zeilen (1992–2011), Mütze (2012–2023)
- Editionen: roughbooks, Das Versteck, Neue Sammlung
- Website Armengenossenschaft (seit 2023)

## Sonstiges
2009 war der Verlag Mitinitiator der Hotlist, dem jährlich vergebenen Buchpreis der unabhängigen Verlage.

## Auszeichnungen
- 2008: Baden-Württembergischer Landespreis für literarisch ambitionierte kleinere Verlage[11]
- 2007: Förderpreis der Kurt Wolff Stiftung
- 2003: Deutscher Hörbuchpreis für Fümms bö wö tää zää Uu. Stimmen und Klänge der Lautpoesie, Hrsg. Christian Scholz und Urs Engeler
- 2002: Karl-Zillmer-Preis der Hamburgischen Kulturstiftung an Urs Engeler für verdienstvolles verlegerisches Handeln
- 1999: Kulturpreis der Stadt Basel